# Mary More
Mary Augustina More (Barnborough, Yorkshire, 1732 - Brugge, 23 maart 1807) was priorin van het klooster van Nazareth of Engels Klooster in Brugge.

## Levensloop
Mary More was de laatste rechtstreekse afstammelinge in de achtste generatie van de Engelse kanselier en martelaar Thomas More. Haar ouders waren Thomas More (Barnborough) en Catherine Gifford.
Ze trad in het klooster in 1753 bij de Brugse augustinessen. Op 4 augustus 1766 werd ze tot zevende priorin verkozen, in opvolging van Olivia Darrell, en bleef dit tot aan haar dood.
Op 1 mei 1794 vluchtte ze, bij het oprukken van de Franse troepen, met de meeste van haar medezusters naar Engeland. Ze namen hun intrek in Hengrave Hall, een landhuis in Suffolk, en verbleven er tot aan hun terugkeer naar Brugge op 4 november 1802. Ze voorzagen er in hun levensonderhoud door het uitvoeren van handwerk en door het openen van een pensionaat voor meisjes.
Moeder Mary schonk aan haar klooster een halswervel van Thomas More, samen met een portret van de kanselier naar Hans Holbein. Toen ze na een slepende ziekte overleed, werd ze door haar medezusters als een heilige vereerd.